# Vétra CS 60
 (décembre 2019).
Le Vétra CS 60 est un modèle de trolleybus construit par le constructeur français Vétra entre 1932 et 1939.

## Histoire

### Le contexte
Dès 1932, Vétra se lance dans la production de trolleybus de conception très moderne pour l'époque, avec une caisse entièrement métallique utilisant la technologie de la caisse autoportante ou « caisse-poutre » qui élimine le traditionnel châssis et ses longerons à fortes sections donc très lourd. Ces trolleybus également complètement obsolètes les véhicules à la caisse faite d'une ossature bois. 
Cette nouvelle technique de la caisse-poutre est due à la Satramo (Société Anonyme du TRAmway MOderne) qui a acheté à la société américaine Brill de Philadelphie, le brevet de la technique dite des « longerons-parois ». La rigidité de la caisse est assurée par la soudure à l'arc des tôles formant les parois internes sur des armatures.
Les trolleybus Vétra construits après 1940 reposent, en général, sur une base mécanique Scemia (trains avant et arrière, roues, direction, arbres, ponts, freinage…), société partenaire privilégiée de Renault, suivant le brevet Satramo et le diagramme d'ensemble fourni par Vétra. La carrosserie, les équipements électriques et le montage sont réalisés dans les ateliers Vétra de Clichy. Dans la première génération de trolleybus, avant 1933, CS signifie « châssis surbaissé », suivi du nombre de passagers. À partir de 1933, CS signifie « caisse Satramo », suivi du chiffre indiquant le nombre de passagers.
À l'époque, les véhicules sont tous de fabrication artisanale. L'esthétique compte peu et c'est la simplicité de construction qui prévaut ce qui peut justifier le fait que les caisses sont un gros bloc parallélépipédique aux lignes anguleuses, banales et sans recherche. Les premières carrosseries aérodynamiques et plus rondes n'apparaissent qu'en 1939-1940 avec le carrossier Lacroix & Arnold puis à Limoges avec le premier CS 35 en 1939 suivi des CB 40, CB 55 et CB .

### Le CS 60
Ce trolleybus a marqué une révolution dans la conception de ce type de véhicule en France. Les premiers essais du nouveau trolleybus CS 60 furent décidés en 1932 par la CTR-Compagnie des Tramways de Rouen et opérés en 1933. Le but était de remplacer progressivement le tramway sur les parcours les plus difficiles. Les autobus de l'époque sont lents et peu économiques. 
Le 28 novembre 1931, Vétra propose à la ville de Rouen de mettre à disposition gracieusement le prototype de son nouveau modèle, le CS 60 pendant 3 mois. Les essais sont prévus sur la ligne no 14 longue de seulement 2,2 km. Des travaux sont réalisés pour installer les lignes aériennes avec les boucles de retournement. Le trolleybus doit entrer en service en juin 1932 mais il n'arrive au dépôt de la compagnie des tramways de Rouen (CTR) que le 14 décembre 1932. Les essais débutent le 30 décembre et la mise en service commerciale a lieu le dimanche 22 janvier 1933. À la fin des 3 mois, le trolleybus ayant donné satisfaction, la CTR passe commande de 5 modèles CS 35 d'un gabarit un peu plus étroit. Le premier CS 35 est mis en service le 25 juin 1934.
Après les trois mois d'essais à Rouen, le prototype CS 60 est vendu à la Société des Tramways algériens (TA), immatriculé le 16 juin 1937 et radié en début d'année 1949. Vétra vend 4 CS 60 supplémentaires à Alger en 1934. La caisse est construite par la Société franco-belge dans son usine de Raismes dans le Nord et la finition a lieu sur place à Alger. Ils sont réformés en 1957. En 1938, les TA font construire dix nouveaux trolleybus CS 60 à caisse-poutre par la société Franco-belge. Ils ne comportent pas de portes latérales mais une plateforme arrière ouverte par laquelle se fait la montée et la descente des voyageurs, comme sur les autobus parisiens.
Entre 1935 et 1938 les CS 60 produits sont baptisés « type Francheville » et surnommés « caisse à savon ». Ils sont commercialisés uniquement à Lyon et Alger.

## Le CS 602egénération
Le  CS 60.2 est un trolleybus court, 9,37 m de longueur hors tout, de 60 places, construit à Puteaux par Scemia, filiale et sous-traitant de Renault, et plusieurs carrossiers industriels à partir de 1940. Le CS 60.2  est équipé de portes en 4-4-0 selon l'appellation consacrée soit. Il comporte 2 portes à 4 vantaux ; la porte du milieu est située dans l'empattement juste derrière l'essieu avant et il n'y a pas de porte devant l'essieu avant. Il se caractérise par ses formes beaucoup plus arrondies. 
La Régie mixte des transports toulonnais (RMTT) de Toulon acquiert, en 1956, quatre CS 60.2 auprès de la Compagnie française des tramways électriques et omnibus de Bordeaux (TEOB) après que cette dernière a mis fin à l'exploitation des trolleybus en mai 1954. Bordeaux est la première ville française à supprimer ses trolleybus dans la période d’après-guerre. Sur les 19 Vétra CS 60.2 livrés entre 1940 et 1945 à la TEOB, sept sont réquisitionnées en 1943 par les autorités allemandes. Cinq autres CS 60.2 commandés pour des lignes départementales livrés en 1946 restent stockés jusqu’à leur revente au Havre.
Après la guerre, les CS 60 et CB 60 seront remplacés par le VCR, en 1948, qui leur ressemble fortement.

## Les Vétra CB 55/60
Les CB 55 et CB 60 sont des frères jumeaux du CS 60, fabriqués pendant la guerre, le CB 60 en 1941 à Marseille et le CB 55 en 1943 à Limoges, tous deux avec des organes mécaniques Berliet (d'où le « B ») qui est alors le seul constructeur automobile en zone libre. 

### Vétra CB 60
Le Vétra CB 60 concerne uniquement les villes de Marseille et de Limoges. Le CB 60 est une déclinaison du CB 55 dont la plate-forme arrière est agrandie pour être équipée d'une porte double à 4 vantaux avec une longueur hors-tout de 9,37 m comme le CS 60.2. Les CB 55 et CB 60 de Limoges sont entièrement carrossés dans les ateliers de la Compagnie des tramways électriques de Limoges (CTEL). Trente-trois unités sont produites dont 10 CB 55 et 23 CB 60. Les tout premiers CB 60, construits sur base Berliet par les Etablissements Barthélémy roulent à Marseille à partir du 1er août 1941.
La distinction entre un CS 60 et un CB 60 se fait à l'aspect des roues avant. Sur un CS 60, les jantes avant comportent un moyeu en étoile dit « artillerie » à 6 rayons typiques des productions Renault-SCEMIA — à la base, les roues du train avant du CS 60 sont celle de l'autobus Renault TN4, modifié par SCEMIA. Les roues du CB 60 sont à voile plein fixé avec une dizaine d'écrous. D'autres différences minimes existent : le CS 60 de Toulon dispose d'un pare-brise côté conducteur ouvrant sur la moitié supérieure tandis que celui des CB 60 de Marseille est ouvrant des deux côtés ; les CS 60 et CB 60 de Limoges n'avaient pas de pare-brise ouvrant.
Au total, 56 CB 60 sont construits et mis en service sur le réseau marseillais entre 1941 et 1947. Leur livraison intervient en deux étapes : les 28 premiers exemplaires entre août 1941 et janvier 1944 puis les 28 derniers d'août 1945 à mai 1947. Ils sont radiés et retirés du service entre 1958 et 1963 mais les équipements électriques et les moteurs sont récupérés pour équiper les ELR 100 C no 264 à 331.
Le Vétra CB 60 no 53 de Marseille, démotorisé, est conservé au Musée des transports urbains, interurbains et ruraux.

### Vétra CB 55
Les 10 premiers trolleybus de la série CB 60, construits en 1943 à Limoges par et pour la CTEL sont en fait des CB 55 (capacité de 55 places). La seule différence réside dans la porte arrière simple à 2 vantaux alors que les CB 60 sont équipés d'une porte arrière double à 4 vantaux beaucoup plus pratique pour l'accès des voyageurs.

## Le Vétra VCR

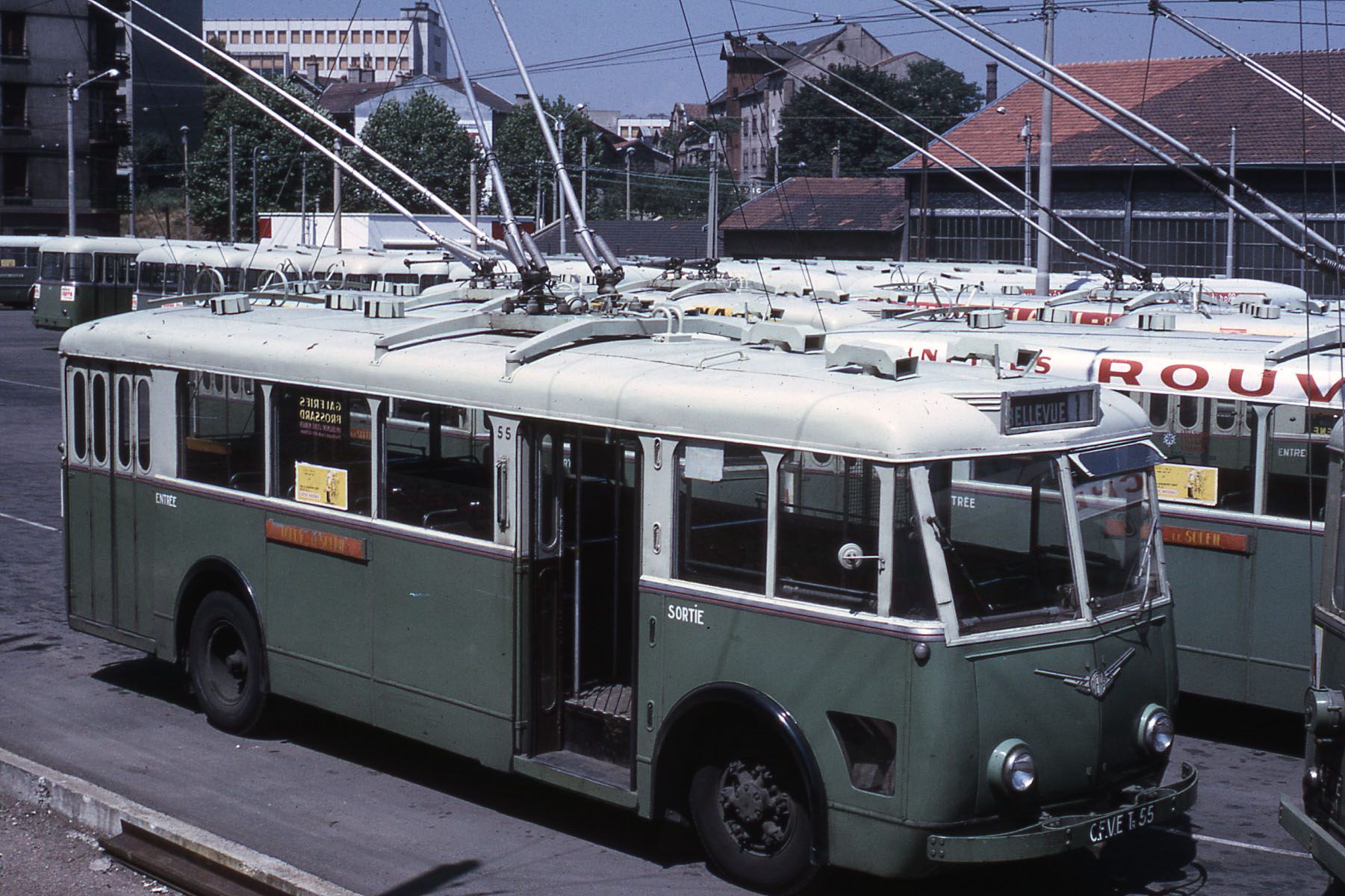
Un Vétra VCR à St-Etienne.

Le Vétra VCR est un trolleybus de gabarit moyen (60 places) construit par Vétra sur un type C et muni d'organes mécaniques Renault. 
Le VCR apparaît en 1948 et dérive très étroitement des CS 60 et CB 60 dont il reprend la longueur de 9,06 m, la largeur de 2,38 m et le moteur de traction Alsthom TA 505 C de 100 chevaux, le tout dans une carrosserie plus carrée. Le VCR diffère des CS 60 et CB 60 par une face avant moins inclinée et une face arrière non bombée. Les VCR sont carrossés et assemblés par la Société nationale des constructions aéronautiques du Centre (SNCAC) de Fourchambault dans la Nièvre. Les deux derniers VCR sont livrés au réseau des Tramways de Fribourg en Suisse. Ils sont construits par la Compagnie générale de construction et d'entretien du matériel de chemin de fer (CGCEM) à Villefranche-sur-Saône dans le département du Rhône.
Par rapport aux CS et CB 60, le VCR offre un poste fixe avec un siège pour le receveur situé à l'arrière. Techniquement, la seule modification est l'augmentation de la longueur des perches de plus d'un mètre. Le plancher reste installé à 0,72 m du sol.
La RMTT de Toulon possède dans son parc douze VCR, premiers trolleybus acquis par la compagnie : cinq achetés neufs en 1949 et sept achetés d'occasion en 1954 auprès du réseau de Bordeaux, mis en circulation le 2 février 1948 et réformés entre le 6 juillet et le 16 septembre 1954. Tous les VCR toulonnais sont vendus en 1964 à un démolisseur.

Vétra VCR aux couleurs du réseau de Tours.